# Sander Groen
Pour les articles homonymes, voir Groen (homonymie).
Sander Groen, né le 16 juin 1968 à Amsterdam, est un joueur de tennis néerlandais.
Il a remporté le tournoi de Dubaï en 1997 avec Goran Ivanišević contre Sandon Stolle et Cyril Suk. Il a perdu en finale du tournoi d'Umag en 1992 avec Lars Koslowski contre David Prinosil et Richard Vogel.

## Palmarès

### Titre en double
| No | Date       | Nom et lieu du tournoi | Catégorie    | Dotation    | Surface    | Partenaire       | Finalistes              | Score    |  |
| -- | ---------- | ---------------------- | ------------ | ----------- | ---------- | ---------------- | ----------------------- | -------- |  |
| 1  | 10-02-1997 | Dubai Open Dubaï       | World Series | 1 014 250 $ | Dur (ext.) | Goran Ivanišević | Sandon Stolle Cyril Suk | 7-6, 6-3 |  |

### Finale en double
| No | Date       | Nom et lieu du tournoi | Catégorie    | Dotation  | Surface      | Vainqueurs                   | Partenaire     | Score         |  |
| -- | ---------- | ---------------------- | ------------ | --------- | ------------ | ---------------------------- | -------------- | ------------- |  |
| 1  | 24-08-1992 | Croatia Open Umag      | World Series | 235 000 $ | Terre (ext.) | David Prinosil Richard Vogel | Lars Koslowski | 6-3, 6-7, 7-6 |  |